# Le Val
Le Val település Franciaországban, Var megyében. Lakosainak száma 4257 fő (2022. január 1.). Le Val Correns, Bras, Brignoles, Carcès és Vins-sur-Caramy községekkel határos.

## Népesség
A település népességének változása:
| Lakosok száma | 4220 | 4275 | 4389 | 4295 | 4293 | 4292 | 4287 | 4270 | 4257 |
|               | 2013 | 2015 | 2016 | 2017 | 2018 | 2019 | 2020 | 2021 | 2022 |